# Ґоцковиці
Ґоцковиці (пол. Gockowice) — село в Польщі, у гміні Хойниці Хойницького повіту Поморського воєводства.
Населення — 279 осіб (2011).
У 1975-1998 роках село належало до Бидгощського воєводства.

## Демографія
Демографічна структура станом на 31 березня 2011 року:
|          | Загалом | Допрацездатний вік | Працездатний вік | Постпрацездатний вік |
| -------- | ------- | ------------------ | ---------------- | -------------------- |
| Чоловіки | 149     | 44                 | 92               | 13                   |
| Жінки    | 130     | 35                 | 69               | 26                   |
| Разом    | 279     | 79                 | 161              | 39                   |